# تشارلز فرانكلين دونبار
تشارلز فرانكلين دونبار (بالإنجليزية: Charles Franklin Dunbar)‏ هو اقتصادي أمريكي، ولد في 1830 في أبينغتون في الولايات المتحدة، وتوفي في 1900 في كامبريدج في الولايات المتحدة.

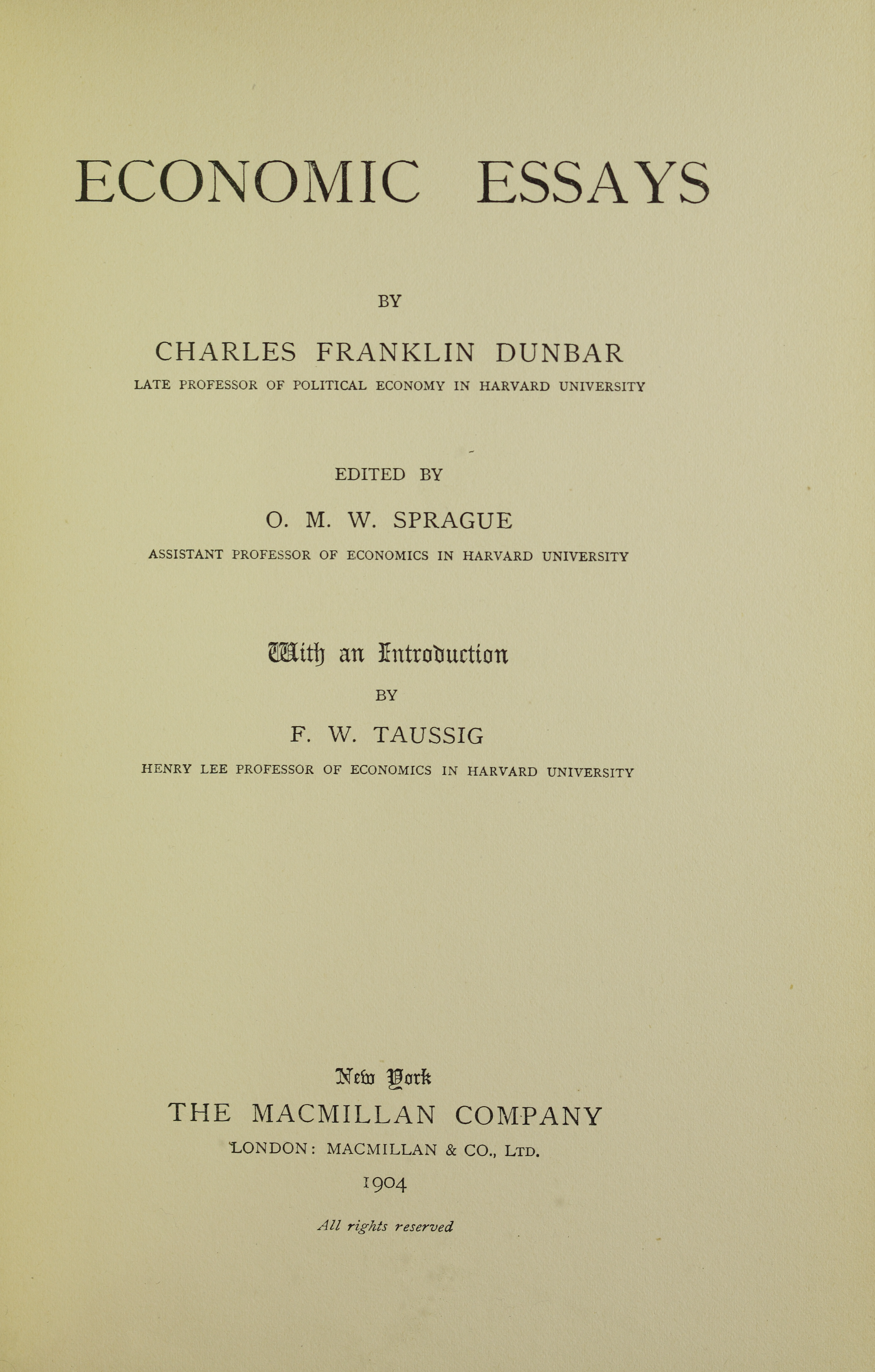
Economic essays, 1904